# Nérée et Achillée
Pour les articles homonymes, voir Nérée, Achillée (homonymie), Saint Achille et Achille (homonymie).
Nérée et Achillée sont deux martyrs mis à mort durant la Persécution de Dioclétien de la Rome antique. Giovanni Battista De Rossi les a appelés « la principale gloire du cimetière de Domitilla », l'endroit où l'on vénérait leur tombeau.

## Premier document
Saint Damase, pape de 366 à 384, a mis sur le tombeau de Nérée et Achillée une inscription dont deux fragments importants ont été trouvés in situ par Giovanni Battista De Rossi en 1874.
Le texte complet était conservé, avec une indication de son emplacement et de l'identité des deux martyrs, dans divers manuscrits du VIIIe siècle qui en contenaient des copies faites au VIIe siècle. Un exemple est un manuscrit de Einsiedeln qui, dans une section intitulée Inscriptiones Urbis Romae, déclare que cette inscription se trouvait « in sepulchro Nerei et Achillei » et qu'elle faisait référence à « Nereus et Achilleus martyres »,.
La première publication, par Jean Gruter (1560–1627), du texte conservé dans ces manuscrits antiques a été basée sur un seul manuscrit de Heidelberg, qui n'indiquait pas les noms des martyrs. Mais Jean Mabillon (1632–1707) a pu le publier dans la forme qu'elle a dans un manuscrit de Einsiedeln, avec le titre « Nereus et Achilleus martyres » et l'indication de la provenance : « in sepulcro Nerei et Achillei via Appia » (comme à l'époque, la via Ardeatina partait de la via Appia, elle fut souvent confondue avec la via Appia elle-même). On a relevé le texte plus tard avec le même titre dans deux autres manuscrits, respectivement de Klosterneuburg et de Gottwick, qui le mettaient entre autres inscriptions de la via Ardeatina. La découverte par De Rossi de l'original de l'inscription a révélé de manière encore plus évidente qui étaient les martyrs loués dans le texte.
Texte de l'inscription de Damase,,,,
Militiae nomen dederant saevumq(ue) gerebant

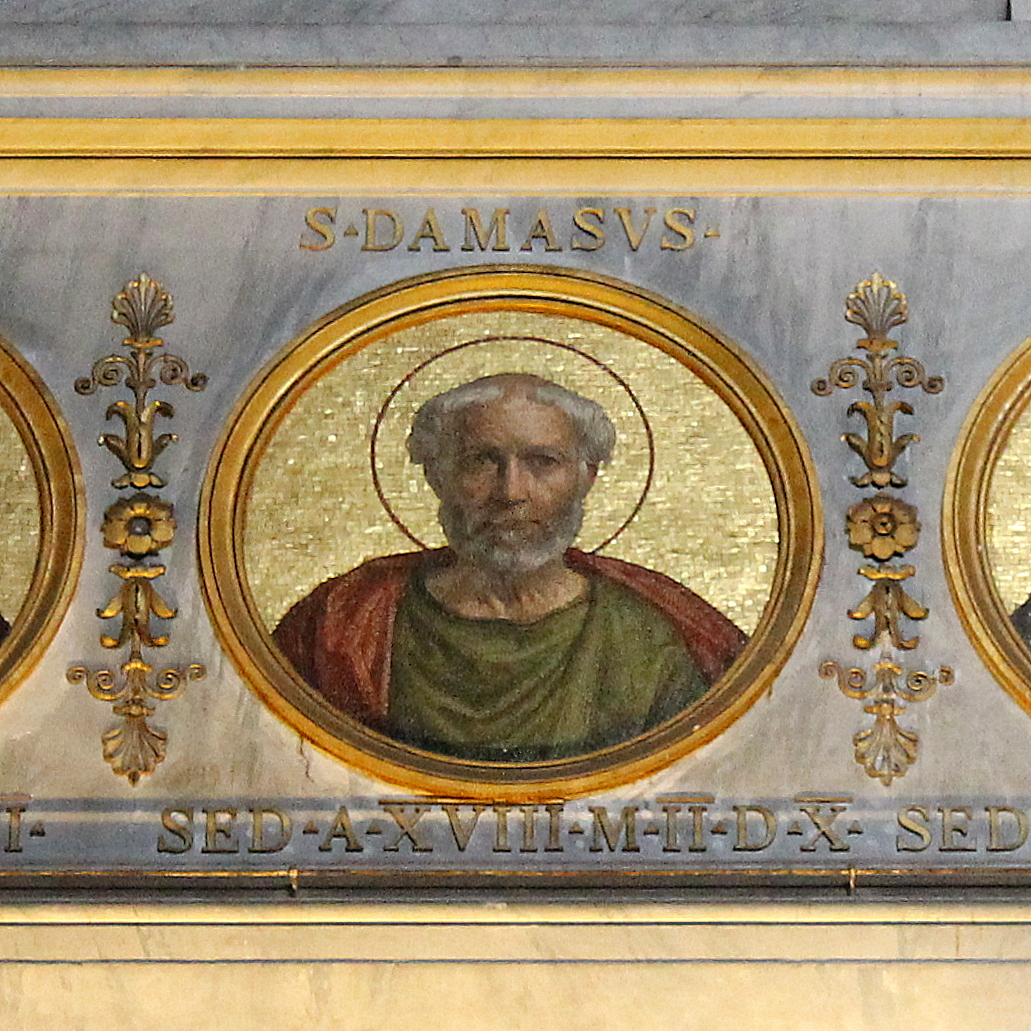
Saint Damase Ier

officium, pariter spectantes iussa tyranni,

praeceptis pulsante metu servire parati.

Mira fides rerum : subito posuere furorem,

conversi fugiunt, ducis impia castra relinquunt,

proiciunt clipeos faleras telaq(ue) cruenta,

confessi gaudent Christi portare triumfos.

Credite per Damasum possit quid gloria Christi.

Voici une traduction en français :

« (Nérée et Achillée martyrs) s’étaient inscrits à la milice, et exerçaient cette fonction cruelle d'exécuter les ordres du tyran, parce que la terreur les y contraignait. Miracle de la foi ! Ils déposent à l'instant leur fureur, se convertissent, abandonnent le camp de leur chef criminel, jettent dehors les boucliers, les colliers, les flèches ensanglantées et, confessant la foi du Christ, ils se réjouissent de rendre témoignage à son triomphe. Apprenez maintenant de Damase ce que peut faire la gloire du Christ »

Selon De Rossi, le dernier vers de ce texte, dont la pensée et les expressions rappellent celles d'une autre inscription damasienne concernant la conversion de saint Paul, célèbre comme un miracle éclatant de la puissance du Christ la conversion de Nérée et Achillée, qui devaient être des militaires des cohortes prétoriennes.
De Rossi reconnaît le contraste existant entre l'inscription de Damase et les Actes des saints Nérée et Achillée, « la légende accepté par Adon et propagée après dans les autres martyrologes » (y inclus le Martyrologe romain avant la révision de l'an 2001), document qui présente les deux saints non pas comme soldats mais comme eunuchi (eunuques) cubicularii (valets de chambre). de Flavia Domitilla, et il n'ignore pas les nombreuses censures dirigées déjà en 1874 contre cette légende, mais il accepte ce qu'elle dit de l'identité et les principales dates chronologiques des deux saints. En conséquence, il suppose qu'ils ont abandonné la profession militaire vers la fin du règne de Néron (54–68) et qu'ils ont été tués après avoir accompagné leur maîtresse en exil dans l'an 95. Les historiens plus récents rejettent l'historicité de la légende et considèrent probable que les deux soldats martyrs ont été mis à mort durant la persécution de Dioclétien, d'abord dirigée contre les chrétiens dans l'armée (295–298) et ensuite contre l'Église chrétienne comme telle (à  partir de 303),,,,,.

## Actes des saints Nérée et Achillée

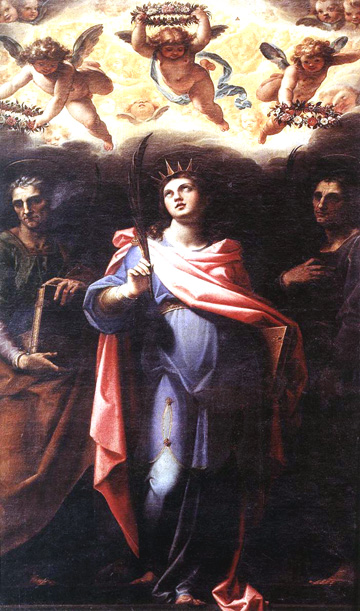
Sainte Domitille avec saints Nérée et Achille, huile de Niccolò Pomarancio (1598-99) pour l'église Santi Nereo e Achilleo, à Rome.

La légende tardive (Ve ou VIe siècle) présente ces deux saints non pas comme des soldats mais comme eunuques valets de chambre. Ce document, les Actes des saints Nérée et Achillée, sans aucune valeur historique, les décrit comme au service de la noble dame Flavia Domitilla, représentée initialement comme nièce de l'empereur Domitien (81–96) mais après comme nièce d'un consul Clemens, généralement identifié comme Titus Flavius Clemens, mari d'une nièce du même empereur, appelée elle aussi Flavia Domitilla.
Dans cette légende, Nérée et Achillée convainquent leur maîtresse, qui est sur le point de se marier, que la virginité est préférable. Le fiancé, qui est ainsi rejeté, obtient de l'empereur un ordre qu'elle soit reléguée sur une île. Là, les deux eunuques, qui l'accompagnent dans son exil, débattent avec deux disciples de Simon le Magicien. Ramenés sur le continent parce qu'ils continuent à confirmer Domitilla dans son refus du fiancé, ils sont décapités à Terracina. Dans la forme d'une lettre, les Actes rapportent une information d'un disciple des deux saints qui a porté leur corps de Terracina à Rome et les a ensevelis « dans le domaine de Domitilla dans la crypte d'une carrière … sur la Via Ardeatina à un mille et demi de la muraille de la ville, près de la tombe dans laquelle avait été enterrée Pétronille, fille de l'apôtre Pierre ».
Selon Dennis Trout, l'inclusion de ces détails avait pour but de lier l'histoire avec des martyrs enterrés dans les tombes voisines, d'augmenter la confiance des lecteurs dans l'exhortation des Actes à la chasteté et de valider la légitimité du tombeau des martyrs, point d'arrêt, comme la sépulture de Pétronille, pour les visiteurs aux catacombes de Domitilla.
Cette légende est plus tardive que le texte damasien gravé il y a, au moins, un siècle avant dans le marbre, et qui est le premier témoignage du martyre de Nérée et Achillée, comme confirment Dennis Trout, J.H. Crehan, Everett Ferguson et Johann Peter Kirsch.

## Martyrologes

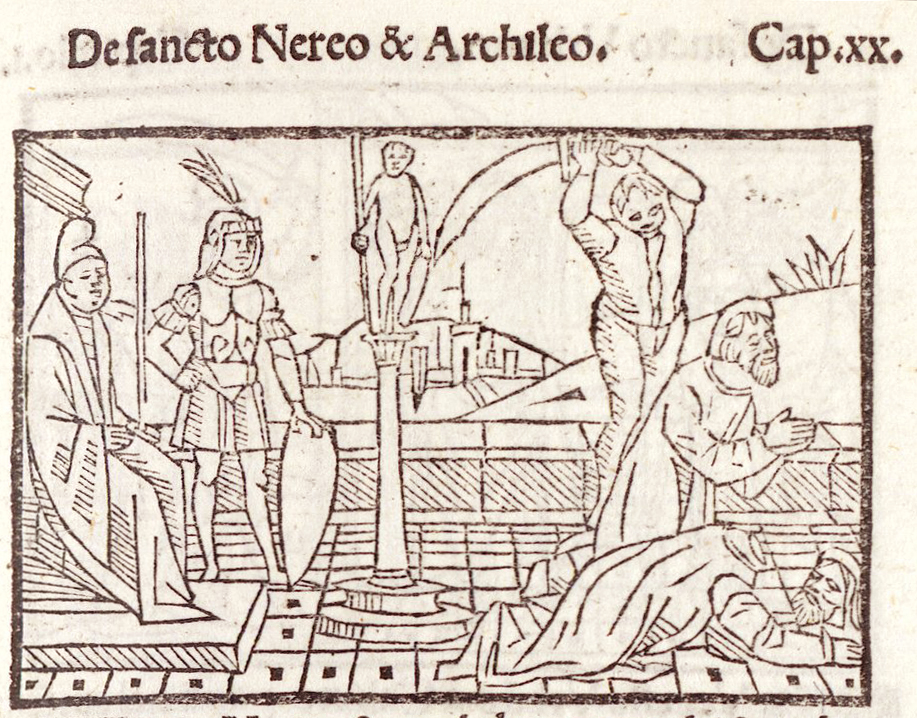
Nérée et Achillée dans La Légende dorée (1497).

Nérée et Achillée sont mentionnés dans les listes des martyrs romains du Ve siècle et dans le Martyrologe hiéronymien, le Sacramentaire gélasien et dans les itinéraires utilisés par les pèlerins du VIIe siècle aux sépulcres des martyrs à Rome,.
Dans le IXe siècle les martyrologes commencent pour la première fois à les associer avec Flavia Domitilla comme dans la légende : le Adon de Vienne les appelle eunuques à elle (qui fuerunt eunuchi beatae Flaviae Domitillae),. De Rossi observe que « la légende (fut) acceptée par Adon et propagée depuis dans les autres martyrologes » La mention par Adon a été copié par le Martyrologe d'Usuard et de ceci par le Martyrologe romain. Ainsi Henri Quentin dit d'Adon : « Presque partout où la tradition des martyrologes a causé aux historiens de graves embarras, nous avons retrouvé la main de cet auteur ... Adon a donc exercé sur le développement de la littérature martyrologique la plus regrettable influence ».
Avant la révision de 2001, le Martyrologe romain disait que Nérée et Achillée « souffrirent d'abord un long exil dans l'île de Pontia avec la vierge sainte Flavia Domitilla, dont ils étaient eunuques ; ensuite ils subirent une cruelle flagellation, après laquelle le consulaire Memmius Rufus tenta vainement, par les tourments du chevalet et du feu, de les contraindre à sacrifier ; et parce qu'ils disaient que, ayant été baptisés par le bienheureux Pierre l'Apôtre, ils ne pouvaient en aucune manière offrir de l'encens aux idoles, il leur fit trancher la tête ».
Dans la préparation de l'édition 2001 du Martyrologe romain on a voulu « soumettre au jugement de la discipline historique et traiter avec plus de diligence que dans le passé les noms et les éloges des saints inscrits dans le Martyrologe » Ainsi cette édition ne prête aucune attention aux Actes des saints Nérée et Achillée et fournit sur ces martyrs des informations basées uniquement sur l'inscription en marbre de Damase :

« Les saints martyrs Nérée et Achillée, comme informe le pape saint Damase, s'étaient inscrits dans l'armée et, poussés par la crainte, étaient prêts à exécuter les ordres impies du magistrat ; mais, convertis au vrai Dieu, ils jetèrent leurs boucliers, leurs phalères et leurs armes, quittèrent le camp et, ayant confessé le Christ, se réjouirent de son triomphe. En ce jour leurs corps furent déposés au cimetière de Domitille, sur la voie Ardéatine à Rome. »

## Basilique des saints Nérée et Achillée

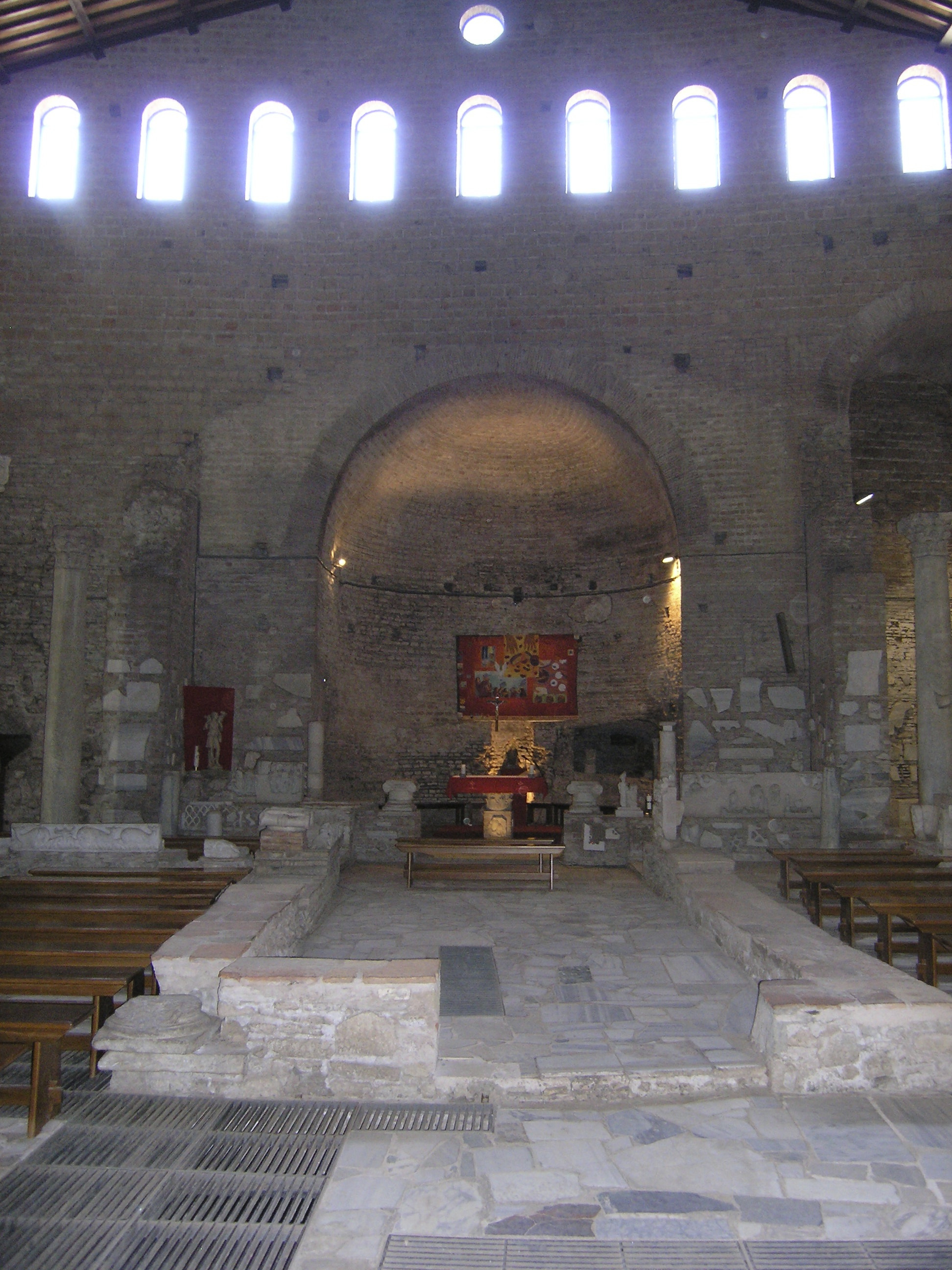
Basilique des saints Nérée et Achillée dans les catacombes de Domitilla.

En 1874, Giovanni Battista De Rossi a mis au jour dans les Catacombes de Domitilla une basilique semi-souterraine, munie de trois nefs, une abside et un narthex, consacrée aux saints Nérée et Achillée.
Cette basilique semi-souterraine a été précédées par deux antérieures phases structurelles hypogées, qui n'ont pas fait l'objet de fouilles jusqu'à présent .
La date de la basilique est contestée. Pergola (1982) l'attribue au pape Damase ; De Rossi (1874) et Marucchi (1914) au même IVe siècle mais après la mort de Damase ; Krautheimer (1967) et Tolotti (1985) la situent vers 600. Dans le XXIe siècle on constate un consensus croissant sur une datation du Ve siècle ou plus tard.
Le fouilles de 1847 ont mis au jour deux fragments de l'inscription de Damase, qui confirme l'existence des deux saints et leur profession de militaires. On a découvert aussi une colonne de marbre, qui devait soutenir le ciborium de l'autel de la basilique. Elle porte l'inscription Acilleus et est ornée d'un bas-relief représentant un homme vêtu d'une tunique et du pallium, les mains liées derrière les épaules, et derrière lui un soldat vêtu d'une tunique et d'une chlamyde sur le point de décapiter le premier.  Une autre colonne, trouvée cassée, devait porter le nom Nereus : il n'en reste qu'un petit tronçon qui montre les pieds des personnages d'une scène similaire,.
Le Liber Pontificalis informe que le pape Jean I (523-6) a réparé « le cimetière des bienheureux martyrs Nérée et Achillée », mais il n'est pas clair si ces travaux concernaient la basilique découverte en 1874.
La basilique certainement existait vers l'an 600, quand le pape Grégoire le Grand y a prêché sa 28e homélie.

## Histoire successive
Dans le VIIIe siècle, dans la situation d'insécurité rendue évidente par le siège de Rome par les Lombards en 756 il y a eu un transfert des reliques d'un grand nombre de martyrs des catacombes à des églises à l'intérieur des murailles de la ville. De Rossi croit que les reliques de Nérée et Achillée probablement restaient encore dans les catacombes, tandis que Northcote et Brownlaw considèrent plus probable qu'aussi ces fameuses reliques ont été portées dans la ville de Rome. On ne peut pas exclure la possibilité que les reliques aient été mises dans l'Église Santi Nereo e Achilleo quand elle a été construite avant la fin du VIe siècle, mais il serait plus probable qu'elles y ont été placées en 814, quand l'église a été reconstruite par le pape Léon III.
En 1215, des reliques qui seraient celles de Nérée et Achillée ont été déposées dans l'église de Saint Adrien (la Curie Julia) dans le Forum Romain. En 1597, ces reliques, avec des reliques qui seraient celles de Flavia Domitilla,, ont été transportées très solennellement de cette église à l'Église Santi Nereo e Achilleo, qui était alors le titre cardinalice de Cesare Baronio, qui croyait dans la légende des Actes des saints Nérée et Achillée et qui a été le premier à affirmer qu'il y avait deux Domitilla, l'épouse et la nièce de Flavius Clemens, toutes deux exiliées par Domitien,.
Évidemment il est possible que les reliques des deux martyrs ont été emmenées à la date inconnue de la dépouillement systématique du basilique. L'autel, les bancs presbytéraux, les ambons, le dallage ont été tous transportés ailleurs pour le service d'une église nouvelle,.
Le tremblement de terre qui en 897 a endommagé gravement la cathédrale de Saint-Jean de Latran semble être la cause de la destruction finale de la basilique d'un seul coup, en renversant les colonnes, qui ensuite reposaient parallèles entre elles jusqu'à leur découverte en 1874.
Actuellement, la basilique est encore une fois une église de fonctionnement.
L'inscription reconstruite de Damase est placée actuellement dans le mur qui fait face à  l'abside. Les colonnes découvertes ont été remises debout. Celle qui porte l'inscription Acilleus se trouve dans l'abside.
C'est dans la basilique reconstruite qu'un groupe d'évêques catholiques ont signé, le 16 novembre 1965, vers la fin du Concile Vatican II, ce qu'on appelle le Pacte des catacombes concernant leur manière de vivre,.

## Fête
Depuis les premières mentions, on fête les saints Nérée et Achillée le 12 mai. Déjà avec le Calendrier romain tridentin de 1570 on célébrait avec eux saint Pancrace de Rome. Le nom de Flavia Domitilla (dont la fête propre est le 7 mai) a été ajouté en 1595 à requête du cardinal César Baronius, mais il a été retiré en 1969 parce que son culte n'appartient pas à la tradition antique romaine